# Língua tati
Tati (em língua persa تاتی) é um grupo de dialetos iranianos do noroeste que têm uma relação muito próxima com a língua talish e é falada pelo povo Tat do Irã. Não deve ser confundida com a língua tat.
Alguns estudiosos chamam a língua tati de ”antiga língua Azari/Azeri” como se a mesma fosse falada na região antes da expansão das línguas turcomanas, e que hoje é falada em diversas comunidades rurais no Azerbaijão Oriental (norte do Irã), em Harzanabade, vilarejos nas proximidades de Calcal e Ardabil, e ainda nas províncias iranianas de Zanjã e Gasvim . Fala-se o tati também  em vilarejos como Vafes e Cheregã no Irã Central (conf. Gholamhossein Mosahab na Enciclopédia Persa)

## Dialetos
Seis são os grupos de dialetos tati:
1. Chali, Taquestani, Esteardi, Quiaraji, Ebraimabadi, Saguezabadi, Danesfani, Esfarvarini, Cosnini
2. Coini, Balbavini, Sefidecamari, Halabi, Sadabadi
3. Calcali, Taromi
4. Harzandi, Dismari
5. Cupaiai, Rudebari, Alamuti
6. Quilite

## Fonética
A fonética do Tati é similar à das demais línguas iranianas do noroeste. Se distingue pela presença persistente dos sons iranianos *z, *s, *y-, * v- contra os correspondente do sudeste d, h, j-, b-; o desenvolvimento do /ʒ/ < * j, */t͡ʃ/  do sudoeste; e a presença do *r entre e depois de vogais, mais, em alguns dialeto, o desenvolvimento das consoantes róticas (forma do som R).

## Morfologia
A estrutura morfológica do é bem menos analítica do que a das demais línguas iranianas do noroeste, uma vez que o idioma perdeu características como classes de palavras e verbos complexos. Dois casos gramaticais permaneceram: direto (subjetivo) e oblíquo. Apresenta o gênero neutro, exceto em alguns casos.
Tati é uma [[língua ergativa-absolutiva, ou seja: "com verbos transitivos o sujeito/gente é expresso como caso (objeto) direto no tempo presente; porém, o oblíquo nos tempos pretéritos, enquanto que o objeto direto/passivo em tempos presentes é expresso pelo oblíquo, mas direto no passado."